# スクエアモール鹿児島宇宿
スクエアモール鹿児島宇宿（スクエアモールかごしまうすき）は、鹿児島県鹿児島市宇宿二丁目にある福岡地所系の複合商業施設。2006年9月29日に開業した。

## テナント
1階
- ドン・キホーテ鹿児島宇宿店
- スポーツデポ・ゴルフ5
- タックルベリー
- エコリング
- ゴーゴーカレー（鹿児島初出店、開業当初から営業）
- 肉肉うどん

2階
- エディオン鹿児島南店(旧ベスト電器南鹿児島店／カコイエレクトロ→カクイックスブリッジのエリアフランチャイズ)
- 西海岸
- 西松屋
- スーツセレクト
- ABCマート
- ホットヨガスタジオLAVA
- くらしの遊en地 コーア館

### 過去に入居していたテナント
- ライトオン - ジーンズショップ
- ナチュラルビューティー〜エヌ〜
- ベスト電器南鹿児島店（カコイエレクトロのエリアフランチャイズ、開業当初から営業）
- 地球文化屋
- シネマクラブ
- ブックマート
- KAINO
- 大戸屋スクエアモール鹿児島宇宿店（鹿児島初出店）2018年9月30日閉店
- ウェンディーズ・ファーストキッチン鹿児島宇宿スクエアモール店（鹿児島初出店）2019年3月15日開店、2020年8月31日閉店。
- スパゲッティーのパンチョ 鹿児島宇宿店（鹿児島初出店）2020年11月6日開店、2023年12月10日閉店。

## アクセス
- JR指宿枕崎線「宇宿駅」より徒歩約7分。
- 鹿児島市電「脇田」電停より徒歩約5分。
- 鹿児島市営バス、鹿児島交通「脇田」バス停より徒歩約1分。